# メチルマロニルCoAエピメラーゼ
メチルマロニルCoAラセマーゼ（英:Methylmalonyl CoA rasemase）は、(D)-メチルマロニルCoAを(L)-メチルマロニルCoAに変換する酵素である。